# Operace Asaf
Operace Asaf (hebrejsky: מבצע אסף, Mivca Asaf) byla vojenská akce izraelské armády, provedená v prosinci 1948 během první arabsko-izraelské války, po vzniku státu Izrael. Operace byla vedená proti pozicím egyptské armády v oblasti okolo města Gaza.

## Dobové souvislosti
Během října a listopadu 1948 Izraelci mimořádně zlepšili svou vojenskou situaci na jihu země. Zejména Operace Jo'av a na ni napojené menší operace dokázaly zlikvidovat egyptský koridor oddělující Negevskou poušť od centra státu a Operace Lot přinesla izraelský zábor břehu Mrtvého moře. V okolí obce al-Faludža (dnes zde stojí město Kirjat Gat) ale nadále zůstávala egyptská enkláva, stejně jako v prostoru budoucího pásma Gazy. Izrael se snažil tato egyptská předpolí zlikvidovat.

## Průběh operace
Počátkem prosince 1948 se Egypťané snažili obnovit spojení se svými jednotkami v al-Faludža pomocí útoku z pásma Gazy směrem k východu. Podařilo se jim obsadit některé strategické pahorky poblíž Gazy. Od 5. prosince se v oblasti odehrávaly těžké boje, když Izraelci v rámci Operace Asaf přešli do protiútoku. Na akci se podílela Brigáda Golani a 8. obrněná brigáda. Operace skončila 8. prosince. Izraelcům se podařilo dobýt klíčové pozice a stabilizovat frontu při egyptském pásmu Gazy. Finální boj o Gazu pak přinesla brzy nato Operace Chorev. Operace Asaf byla pojmenována podle Asafa Šachnaje, který velel jednotce Palmach a byl zabit spolu s pěti vojáky v prosinci 1947 v Negevské poušti.